# (6818) Sessyu
(6818) Sessyu ist ein Asteroid des inneren Hauptgürtels, der am 11. März 1983 von den japanischen Astronomen Hiroki Kōsai und Kiichirō Furukawa am Kiso-Observatorium (IAU-Code 381) in Kiso am Berg Ontake entdeckt wurde.
Der Asteroid wurde am 2. Februar 1999 nach dem Zen-Mönch Sesshū Tōyō (1420–1506) benannt, der der bedeutendste japanische Maler der Muromachi-Zeit (15. Jahrhundert) war. Sein Künstlername (gō) ist Sesshū, während Tōyō sein eigentlicher Name (imina) ist.